# Loyd Jowers
Loyd Jowers (Lexington, 20 november 1926 – Union City, 20 mei 2000) was een Amerikaanse restauranteigenaar die beweerde dat hij betrokken was bij de moord op Martin Luther King.
Jowers was de eigenaar van het restaurant Jim's Grill bij het Lorraine Motel in Memphis, waar King in 1968 werd vermoord. In december 1993 was Jowers te gast bij het Amerikaanse televisieprogramma Prime Time Live waar hij met details kwam over een vermeende samenzwering om King te vermoorden, waarbij de maffia en de Amerikaanse regering betrokken zouden zijn. Volgens Jowers was James Earl Ray, die voor de moord werd veroordeeld, niet meer dan een zondebok en niet betrokken bij de moord. Jowers beweerde dat Earl Clark van de plaatselijke politie de fatale schoten loste.
In 1998 spande de familie van King een zaak aan tegen Jowers en "andere onbekende samenzweerders" in verband met de moord. Een jury in Memphis oordeelde op 8 december 1999 dat Jowers verantwoordelijk was en dat er bij de moord ook "onderdelen van de Amerikaanse overheid" betrokken waren.
De Justice Civil Rights Division van het Amerikaanse ministerie van Justitie begon op 26 augustus 1998 een onderzoek naar aanleiding van Jowers' beweringen. Dit onderzoek werd in juni 2000 afgerond en kon Jowers' aantijgingen niet onderbouwen. De maand ervoor was Jowers op 73-jarige leeftijd in een ziekenhuis in Union City overleden na een hartaanval. De onderzoeksresultaten waren op dat moment al bekend.